# Mesa (Arizona)
Mesa es una ciudad ubicada en el condado de Maricopa en el estado estadounidense de Arizona. En el Censo de 2020 tenía una población de 504 258 habs. —que la sitúan como la tercera ciudad más poblada del estado, tras Phoenix y Tucson— y una densidad poblacional de 1,402.76 hab/km². Se encuentra ubicada junto al río Gila, un afluente del Colorado.

## Geografía
Mesa se encuentra ubicada en las coordenadas 33°24′7″N 111°43′3″O / 33.40194, -111.71750. Según la Oficina del Censo de los Estados Unidos, Mesa tiene una superficie total de 354.99 km², de la cual 353.41 km² corresponden a tierra firme y (0.45%) 1.58 km² es agua.

## Demografía
| 401,307                    |
| (Fuente: [cita requerida]) |

439.041 personas residiendo en Mesa. La densidad de población era de 1.236,77 hab./km². De los 439.041 habitantes, Mesa estaba compuesto por el 77.12% blancos, el 3.48% eran afroamericanos, el 2.36% eran amerindios, el 1.93% eran asiáticos, el 0.38% eran isleños del Pacífico, el 11.29% eran de otras razas y el 3.43% pertenecían a dos o más razas. Del total de la población el 26.36% eran hispanos o latinos de cualquier raza.

## Educación
- CAE Global Academy Phoenix

## Gastronomía
- Tacos Tijuana

## Personalidades
- Jim Adkins, músico de la banda Jimmy Eat World
- Julie Ertz, futbolista
- Carl Hayden, senador
- Todd Heap, futbolista
- Kalani Hilliker, bailarina, actriz, modelo, diseñadora, YouTuber
- Misty Hyman, nadador olímpico
- Troy Kotsur, actor sordo
- Buck Owens, cantante country
- Jake Shears, cantante del conjunto pop Scissor Sisters
- Brooke White, cantautor, finalista en la 7ª temporada de American Idol